# Базиївка
Бази́ївка — урочище, ландшафтний заказник місцевого значення в Україні. Розташований у межах Жидачівського району Львівської області, при північно-західній околиці міста Жидачева.

## Історія
Площа 20 га. Створений рішенням Львівської обласної ради від 14 липня 2011 року. Перебуває у віданні Жидачівської міської ради.
Урочище «Базиївка», яке стало основою для створення заказника, займає частину гори Базиївки та її схили, що простягається на захід до річки Стрию. Заказник має надзвичайно багате флористичне різноманіття — поєднує заплаву річки, заплавний вербовий, грабовий ліси та штучне лісопаркове насадження (дуб звичайний, ясен, бук, клен, явір).
Територія заказника має також історико-культурну цінність, є пам'яткою археології — «Городище літописного міста Зудичева ІХ-ХІІІ століття».

## Галерея

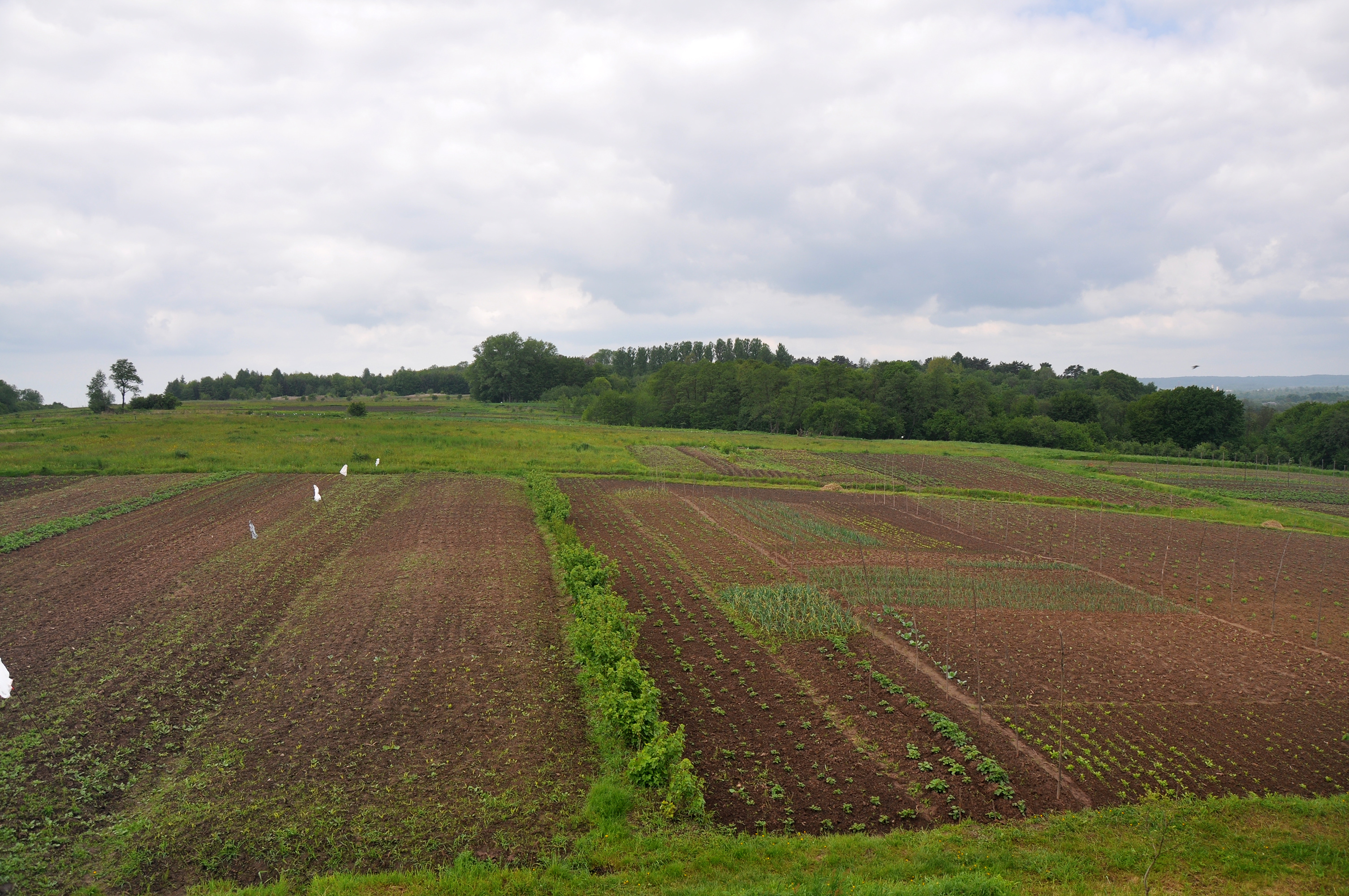
Загальний вид на заказник
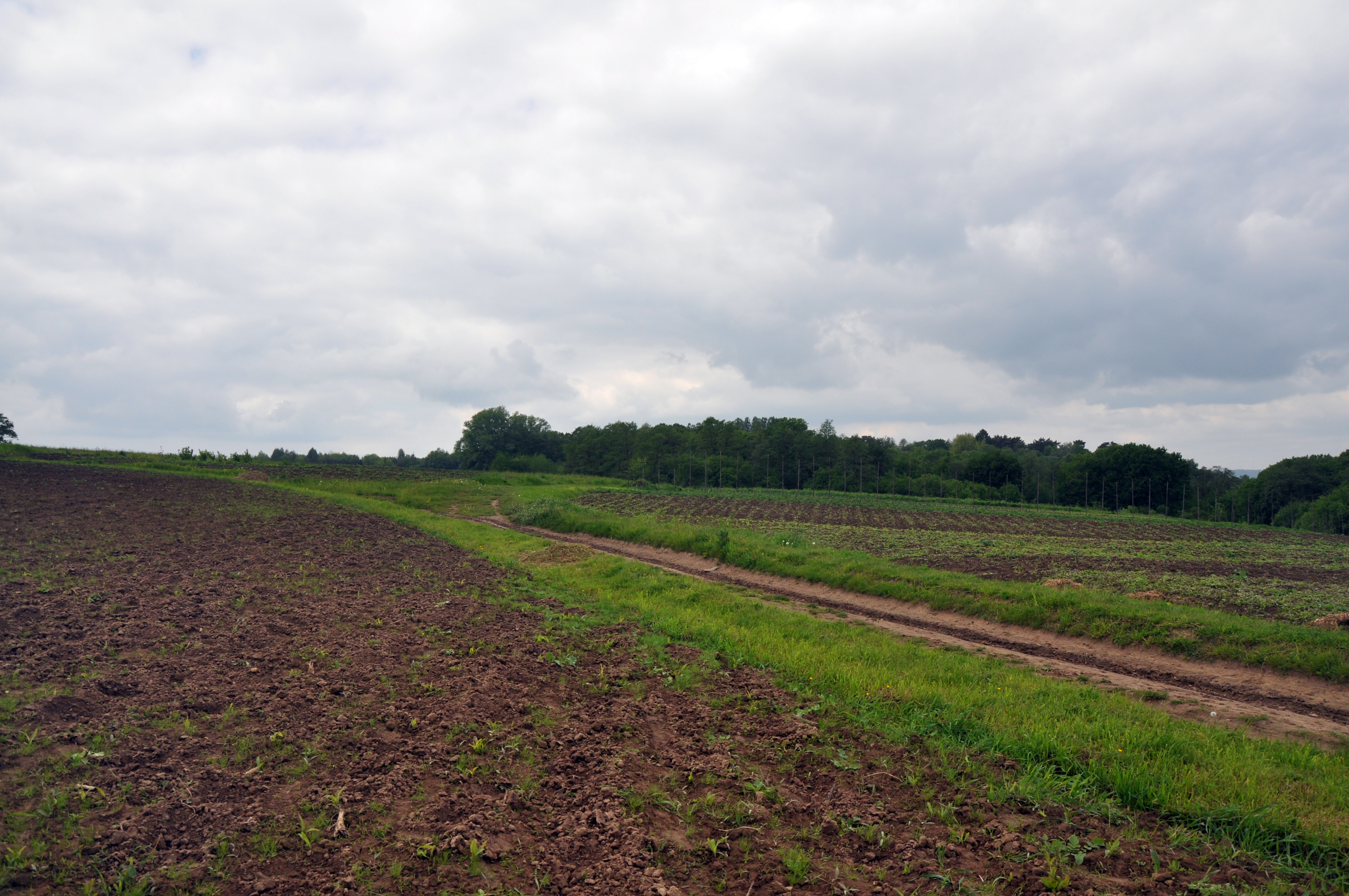
Урочище «Базиївка»
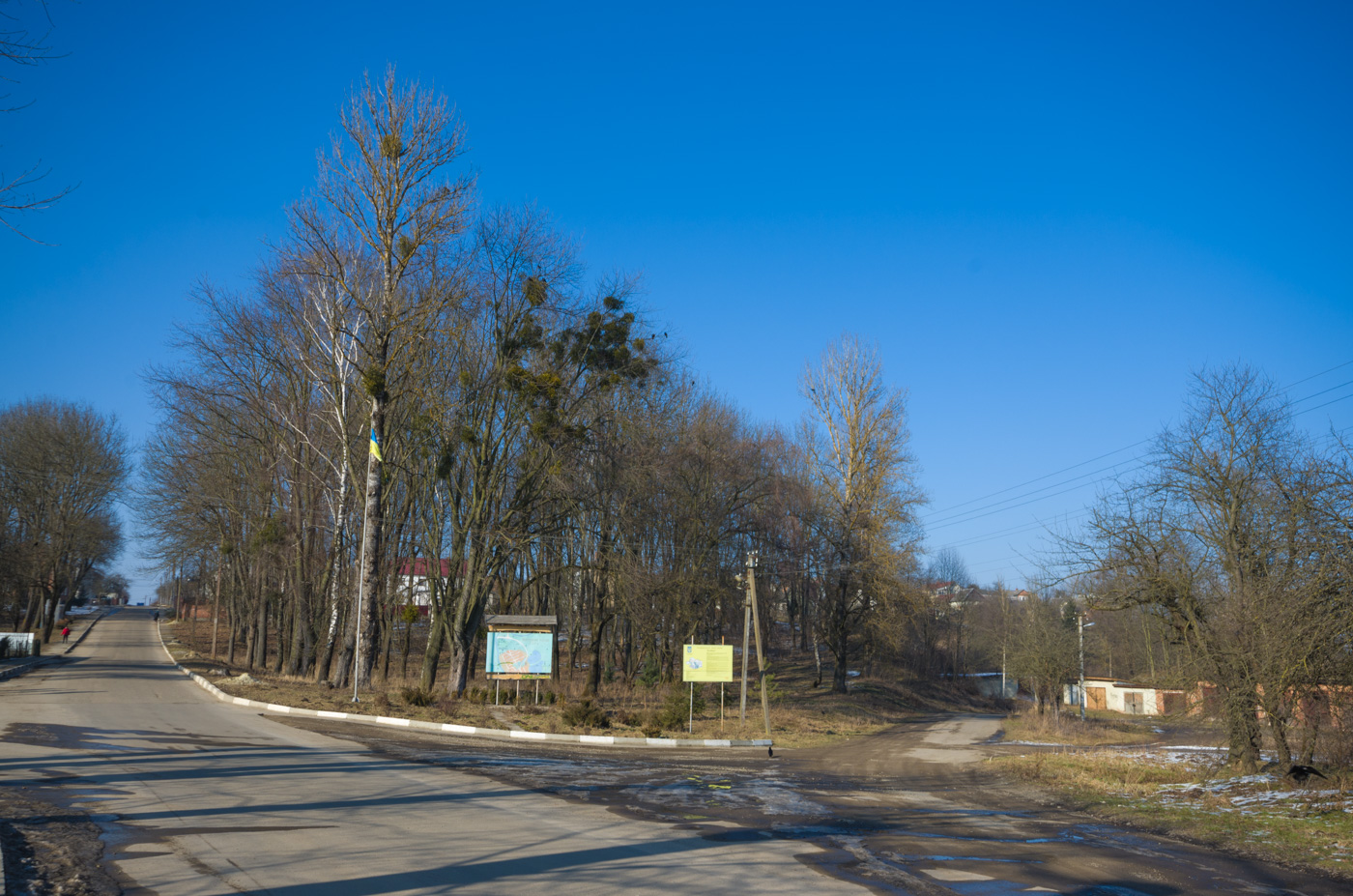
Аншлаг Базиївки